# Operacja ryska (1919)
Operacja ryska – działania zbrojne wojsk niemieckich pod dowództwem gen. Rüdigera von der Goltza przeciwko Łotewskiej Socjalistycznej Republice Radzieckiej, przeprowadzone między 23 a 26 maja 1919 r. Ich celem było odbicie Rygi z rąk bolszewików, a w dłuższej perspektywie utrwalenie wpływów niemieckich na Łotwie i zagwarantowanie, że władzę w niepodległej Republice Łotewskiej sprawował będzie rząd proniemiecki.

## Tło wydarzeń
W marcu 1919 r. wojska niemieckie, wspierające militarnie Rząd Tymczasowy Łotwy, przeprowadziły udaną kontrofensywę przeciwko siłom Armii Radzieckiej Łotwy. Z rąk łotewskich bolszewików odbite zostały wszystkie terytoria na zachód od Lelupy, zajęte przez nich w końcu 1918 i na początku 1919 r.. Dowodzący siłami niemieckimi gen. Rüdiger von der Goltz zaczął dążyć do przejęcia władzy politycznej na obszarze, który zajmowały jego wojska. Rząd Tymczasowy Łotwy, kierowany przez Kārlisa Ulmanisa, domagał się jednak od Niemiec respektowania swojej suwerenności.
Z powodu braku porozumienia z rządem Ulmanisa w końcu marca rząd Niemiec rozważał zakończenie działań zbrojnych na Łotwie i ograniczenie się do sprawowania faktycznego protektoratu nad Kurlandią. Z kolei bałtyccy Niemcy oczekiwali od wojsk niemieckich kontynuowania ofensywy, w szczególności odbicia Rygi. 16 kwietnia wojska niemieckie przeprowadziły w Lipawie, gdzie przebywał rząd Ulmanisa, pucz. Łotewski premier razem z członkami gabinetu schronił się na okręcie „Saratow” w lipawskim porcie, gdzie przebywał pod ochroną Brytyjczyków. W nocy z 26 na 27 kwietnia Niemcy doprowadzili do sformowania lojalnego wobec siebie gabinetu Andrievsa Niedry. Oznaczało to konflikt niemiecko-brytyjski: Wielka Brytania nie zamierzała bowiem zgodzić się na to, by niepodległa Łotwa była faktycznie podporządkowana Berlinowi. Równocześnie jednak Ententa nie chciała ewakuacji jednostek niemieckich z Kurlandii, wiedząc, że tylko one są w stanie skutecznie walczyć z Łotewską Socjalistyczną Republiką Radziecką, zwłaszcza w sytuacji, gdy znaczna część łotewskiej ludności nadal sympatyzowała z bolszewikami. Aby w przyszłości pokrzyżować plany niemieckie, przedstawiciele Ententy wzmacniali wojska niepodległej Estonii, jednak w maju 1919 r. wyrazili zgodę na to, by to Niemcy przeprowadzili atak na Rygę.

## Przebieg walk

### Niemiecki plan działania
Od początku kwietnia front niemiecko-radziecki na Łotwie przebiegał wzdłuż Lelupy. 1 Rezerwowa Dywizja Gwardii, uczestnicząca w marcowej kontrofensywie antybolszewickiej, została w maju wycofana z ziem łotewskich, ale na jej miejsce Niemcy sprowadzili doskonale wyposażone i wyszkolone jednostki ochotnicze: Freikorpsy Weickmann, Michaelis, Rieckhof i Brandis. Dowództwo VI Korpusu Rezerwowego postanowiło zająć Rygę atakiem z zaskoczenia przez bagna i lasy położone na zachód od miasta. Główne natarcie wykonać miało 6100 żołnierzy Bałtyckiej Landeswehry, zgrupowanych nad Lelupą w rejonie Kalnciems, ok. 35 km od Rygi. Od południa wspierać ich miała Żelazna Dywizja, licząca 20 tys. żołnierzy, a także ostatnie nieewakuowane oddziały 1 Rezerwowej Dywizji Gwardii. Natomiast na północ od niemieckich oddziałów Landeswehry operowała jedyna jednostka złożona z Łotyszy – Brygada Łotewska Landeswehry pod dowództwem Jānisa Balodisa. Przewaga liczebna Niemców nad Armią Radzieckiej Łotwy była znaczna; łączna liczba żołnierzy po stronie bolszewickiej na froncie kurlandzkim nie przekraczała 10–15 tys. ludzi.

### Zajęcie Rygi
Operacja pod kryptonimem Tennenberg rozpoczęła się w nocy z 22 na 23 maja. Jednostki Bałtyckiej Landeswehry dowodzone przez mjra Alfreda Fletchera przełamały obronę radzieckiego 2 Pułku Strzelców Łotewskich i przeszły przez bagno Tīreļi na południowy zachód od Rygi. Również 1 Pułk Strzelców Łotewskich nie był w stanie zatrzymać Brygady Łotewskiej Balodisa na swoich pozycjach między jeziorem Babīte a wybrzeżem Bałtyku. Brygada Łotewska i niemieckie oddziały Bałtyckiej Landeswehry połączyły się pod Dzilnasem, po czym kontynuowały natarcie w kierunku Rygi wzdłuż szosy prowadzącej do centrum miasta. Natomiast Żelazna Dywizja rozpoczęła marsz w kierunku Rygi od Mitawy, od południa. 3 i 10 Pułk Strzelców Łotewskich stawiły im poważniejszy opór, zwłaszcza w rejonie Olaine, na odcinku obsadzony przez 3 Pułk Strzelców. I on został jednak ostatecznie przełamany. Jednostki 1 Rezerwowej Dywizji Gwardii wykonały jedynie pozorowany atak na północ od Bauskiej.
Około południa jednostki Bałtyckiej Landeswehry dotarły na ryskie przedmieście Pārdaugava, nie napotykając po drodze poważniejszego oporu. Bez problemów przekroczyły również most na Dźwinie. Dowództwo Armii Radzieckiej Łotwy próbowało organizować opór na prawym brzegu Dźwiny, w centrum Rygi, jednak nie było w stanie zgrupować dostatecznych sił. Wspierani przez lotnictwo oraz flotę aliancką, ostrzeliwującą miasto z Zatoki Ryskiej, Niemcy zdobyli miasto. Podczas walk poległ dowódca oddziału szturmowego Bałtyckiej Landeswehry kpt. Hans von Manteuffel. Żelazna Dywizja dotarła do ryskiego śródmieścia około czternastej 23 maja. Następnie jednostki Bałtyckiej Landeswehry kontynuowały marsz na wschód i północ, do 26 maja docierając na brzegi jezior Baltezers i Ķīšezers, nad dolną Gauję oraz do Ikšķile. Żelazna Dywizja natomiast zdołała przesunąć środkowy odcinek niemiecko-radzieckiego frontu na wschód od Ķekavy i Ekawy. Tym samym po operacji ryskiej powstał znaczny niemiecki przyczółek na prawym brzegu górnej Dźwiny, a linia frontu biegła niemal pionowo z północy na południe. Otwierało to przed Niemcami możliwości zarówno dalszych działań ofensywnych na północ, jak i w kierunku wschodnim, ku Łatgalii.

### Rządy niemieckie w Rydze
Zdobyta przez Niemców Ryga została podzielona na trzy części, pozostające odpowiednio w gestii Brygady Łotewskiej Balodisa, Bałtyckiej Landeswehry oraz Żelaznej Dywizji. W dwóch ostatnich rozpoczęto represjonować osoby podejrzewane o współpracę z władzami Łotewskiej SRR. Represje dotyczyły również Łotyszy, którzy nie popierali  aktywnie bolszewików, ale mogli być zwolennikami Łotwy niepodległej i sprzymierzonej z aliantami. Sądy doraźne wydawały wyroki śmierci, były również przypadki rozstrzeliwania Łotyszy bez żadnej sankcji. W ciągu półtora miesiąca po zajęciu Rygi Niemcy rozstrzelali, według różnych źródeł, od 174 osób do ok. 4500 lub nawet 5 tys. osób. Samowolne egzekucje wywoływały protesty Brygady Łotewskiej i prowadziły do dalszego pogorszenia stosunku Łotyszy do Niemców, a także do rządu Niedry, który przeniósł się do Rygi i przyzwalał na niemieckie pacyfikacje. Natomiast dowódca Brygady Łotewskiej Janis Balodis zaczął poszukiwać możliwości współpracy z trwającym pod opieką brytyjską rządem Ulmanisa. Biały terror w Rydze zakończył dopiero protest aliantów brytyjskich i amerykańskich 9 czerwca 1919 r.